# Adam Doboszyński
Adam Doboszyński (29. září 1852 Berežany – 19. května 1929 Krakov) byl rakouský politik polské národnosti z Haliče, na počátku 20. století poslanec Říšské rady.

## Biografie
Profesí byl advokátem. Jeho otec byl soudcem. Adam vystudoval gymnázium ve Stanislavově. Studoval pak filozofii na Lvovské univerzitě. Pak ještě studoval v Lipsku a Berlíně a přijal místo nadučitele na krakovském gymnáziu. Po dalším studiu pak pracoval jako advokát v Krakově. Byl veřejně a politicky aktivní. Byl členem Polské demokratické strany (Polskie Stronnictwo Demokratyczne). Vydával list Nowa Reforma. Byl členem městské rady v Krakově.
Působil i jako poslanec Říšské rady (celostátního parlamentu Předlitavska), kam usedl ve volbách do Říšské rady roku 1901 za kurii všeobecnou v Haliči, obvod Přemyšl, Mostiska, Rudki atd. V roce 1901 se uvádí jako oficiální polský kandidát, tedy kandidát Polského klubu.
Jeho syn Adam Doboszyński mladší (1904–1949) byl rovněž politicky aktivní.